# Mecas albovitticollis
Mecas albovitticollis är en skalbaggsart som beskrevs av Stefan von Breuning 1955. Mecas albovitticollis ingår i släktet Mecas och familjen långhorningar. Inga underarter finns listade i Catalogue of Life.